# Ретрофутуризм

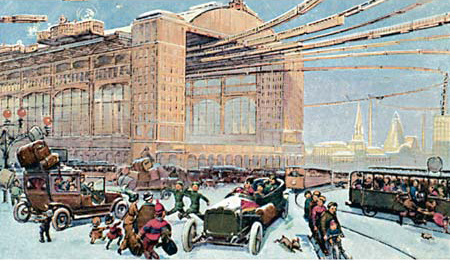
Центральный вокзал в 2114 году на карточке 1900 года из цикла «Москва в XXIII веке». Расположен в районе Каланчёвской

Ретрофутуризм (англ. retrofuturism, retrofuturistic, retrofuture) — жанр фантастики, описывающий мир будущего, базирующегося на технологиях (а также моде, стилистике и т. д.) прошлого, которые в реальном мире, как правило, вышли из употребления. Иначе говоря, представления о будущем из прошлого.
Если футуризм описывает представления о том, что будет, то ретрофутуризм отражает воспоминания об этих представлениях. К концу XX века ретрофутуризм стал популярным направлением в культуре, предлагая огромные возможности для фантазии о связи прошлого и будущего, постмодерна и прогресса. Сегодня эстетика ретрофутуризма часто ассоциируется с ностальгией по технологиям прошлого и интересом к альтернативной истории прогресса .

## Происхождение термина
Впервые понятие «ретрофутуризм» ( в том смысле, в каком оно воспринимается сегодня) появилось в 1985 году в рецензии из журнала The New Yorker на фильм «Бразилия» . Термин связан с более широким понятием «ретро», возникшим в начале 1970-х годов и отражающим полуностальгическое–полуироническое воззрение на прошлое.

## История
Классический, ранний оптимистический ретрофутутризм зарождается еще в XIX столетии. К этому времени число мыслителей от Карла Маркса и Жозефа Фурье до Эдварда Беллами и Уильяма Морриса пересматривали взгляд на общественное устройство в поисках лучших сценариев будущего. Промышленная революция подарила людям веру в утопию, в то, что жизнь будет только улучшаться. Однако после покорения космоса в 1960-х годах люди все больше разочаровываются в прогрессе, задаются вопросами этичности науки и с определенной ностальгией оценивают научный оптимизм прошлого .
Темы ретрофутуризма начали развиваться активно в популярной культуре в 1960–1970-е годы, представляя будущее в «узнаваемом стиле». К концу XX столетия будущее представлялось с оглядкой на архитектуру и дизайн начала века.

### Подвиды жанра

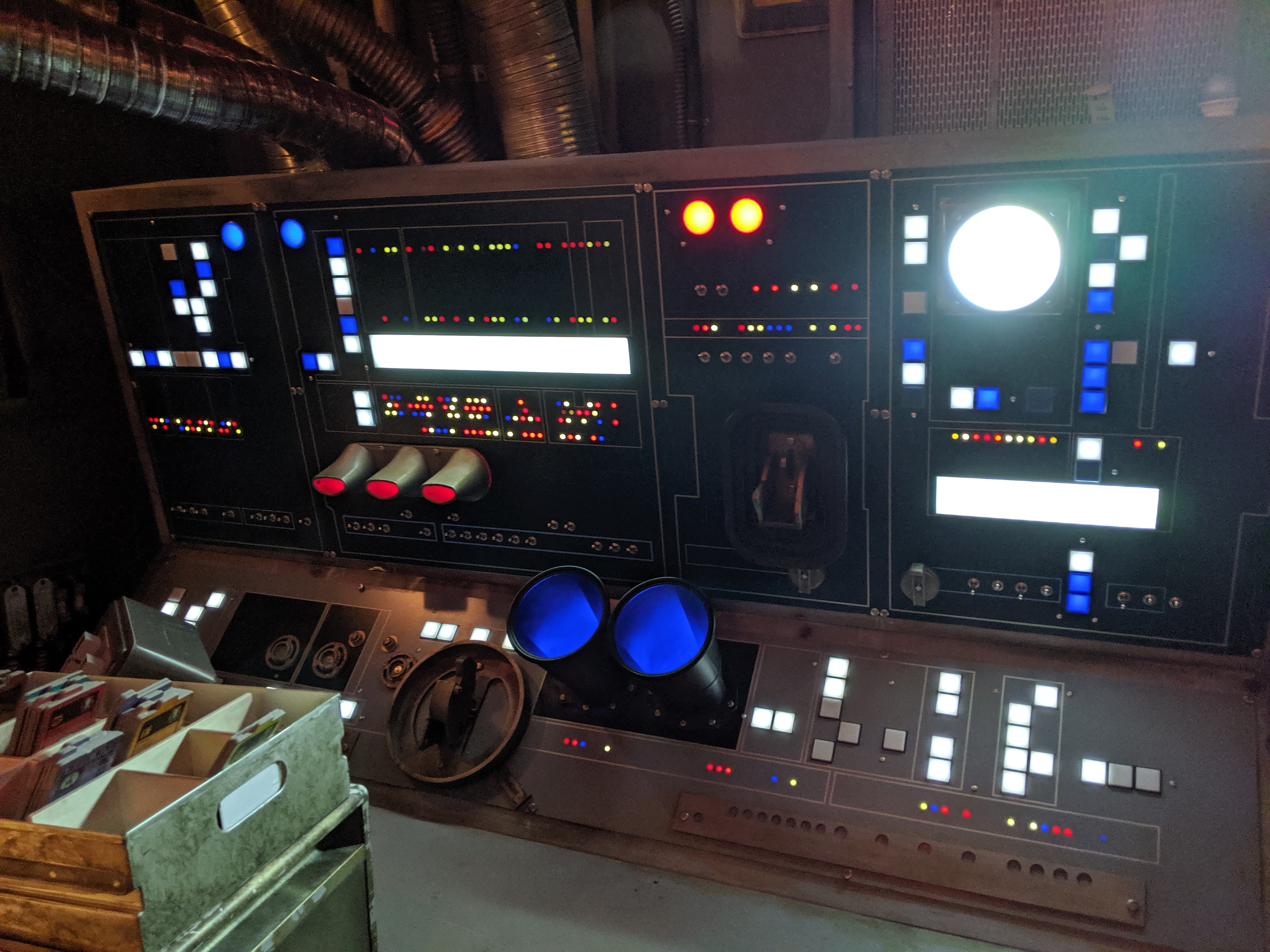
Панель управления «Сокола тысячелетия», созданная по подобию аналоговой техники конца XX века. Является формой ретрофутуризма.

Стимпанк
жанр, изображающий альтернативную вселенную будущего, вдохновлённую западной культурой, эстетикой Викторианской эпохи и паровыми технологиями эпохи промышленной революции. Основное действие произведений этого жанра происходит в альтернативной линии Викторианской эпохи или американского «Дикого Запада», где люди добились гораздо более значимого технологического прогресса в области паровой технологии. Неизменные атрибуты стимпанка — паровые пушки, дирижабли, аналоговые компьютеры, аналитические машины и т. д.. Характер сюжетных линий в стимпанк-произведениях сформирован под влиянием научно-фантастических романов XIX века Жюля Верна, Герберта Уэллса, Мэри Шелли и Эдварда С. Эллиса. Стимпанк-произведения часто затрагивают тему торжества технологического прогресса, эскапизма, сама история часто является приключением, героическим эпосом; кроме того, встречается и стимпанк в жанре ужаса. В стимпанке могут присутствовать элементы фэнтези, например магия. Отдельное направление — японский стимпанк: для него характерен сторонний взгляд на фантастическое изображение Европы, где помимо паровых технологий часто изображаются паровые роботы, воздушные пираты, затрагивается проблема потенциально безграничных, но крайне опасных источников энергии. Еще один видный поджанр стимпанка — клокпанк. В целом подобен стимпанку, но за основу в нем берутся устройства, вдохновлённые изобретениями эпохи Возрождения, в частности изобретениями Леонардо да Винчи. Эстетика клокпанка также вдохновлена эпохой Возрождения.
Дизельпанк
жанр, вдохновлённый эстетикой периода между Первой и Второй мировыми войнами, дизельными технологиями. Если стимпанк — это торжество технологий будущего и эскапизм, то дизельпанк, наоборот, мрачен и антиутопичен. Дизельпанк-произведения чаще всего затрагивают тему тоталитаризма, военной диктатуры, жестоких экспериментов над людьми, Второй мировой войны, где врагами выступают солдаты Третьего рейха, основное действие часто происходит в альтернативной реальности, где нацистская Германия победила или по крайне мере продолжает существовать, представляя основную угрозу. В дизельпанке технологии — это прежде всего оружие и инструмент для гнусных целей, причина морального упадка человечества. Вымышленное оружие в дизельпанке часто отсылает к вундерваффе — гипотетическому оружию будущего нацистской Германии. Мир, изображённый в дизельпанке, отражает культуру и моду 20–50-х годов: здесь стиль ар-деко, фильмы нуар и графика пинап могут сочетаться с тоталитарной эстетикой. Характерно обилие индустриальных пейзажей, все устройства работают на дизельном топливе . Особое внимание стилю ар-деко и дизельным технологиям уделяется в поджанре декопанк, возникшем в том числе под влиянием фильма «Метрополис» и эстетики городской среды Нью-Йорка, Чикаго и Бостона 20–50-х годов. Декопанк, как и стимпанк, более фантастичен и менее мрачен.
Атомпанк
жанр, вдохновлённый эстетикой середины XX века, периодом изобретения атомного оружия и атомных реакторов, космической гонки и разгаром холодной войны между США и СССР. В произведениях этого жанра люди используют продвинутые технологии на основе атомной энергетики, осваивают космические путешествия, сталкиваются с пришельцами. Внешняя эстетика — это минимализм, преобладание белого цвета, сочетание ярких противоположных тонов, округлые линии и отсутствие острых углов. Как и стимпанк, атомпанк воспевает торжество технологий и прогресса человечества. Сюжетные линии часто эскапистские; многие истории с супергероями происходят в атомпанке. Атомпанк делится на два основных направления: американское и советское. Для советсткого атомпанка характерны сталинская эстетика или советский модернизм, а также воплощение идеи утопического коммунистического строя. Для американского — сочетание эстетики гуги или рейганской готики, шпионаж, страх перед красной угрозой. Ядерные технологии в атомпанке оцениваются неоднозначно: с одной стороны, это почти неиссякаемый источник энергии и основа будущего, с другой стороны — самое опасное оружие. Атомпанк-произведения часто затрагивают проблему страха перед ядерной войной и её последствиями. Жанр атомпанка и его эстетика во многом основаны на американских фантастических фильмах 50–60-х годов. Часто атомпанк ассоциируется с космической оперой, расцвет которой пришёлся как раз на середину XX века .
Кассетный футуризм
жанр, вдохновленный аналоговой технологией (кассеты) второй половины XX века, предшествующей цифровизации. Под этим термином подразумевают отдельную категорию научной фантастики конца XX века, например «Чужой», Ковбой Бибоп, Mobile Suit Gundam и др. В таких произведениях технологии будущего (устройства освоения космоса, роботы) сосуществуют с технологиями устаревшими (кинескопными экранами, примитивными средствами коммуникации). Интернета и связанных с ним явлений в кассетном футуризме не существует.
Киберпанк
жанр, изображающий антиутопическое будущее, где высокие технологии сочетаются с деградирующей нищетой. Сформировался в научно-фантастических произведениях Новой волны между 60–80-ми годами. Современным прообразом жанра принято считать фильм «Бегущий по лезвию» (1982). Для киберпанка характерна атмосфера мрачной антиутопии и эстетика синтвейва, вдохновлённая модой и технологиями 1980-х годов. Типичные атрибуты киберпанка — неоновые цвета[прояснить], преступность, моральное разложение общества, виртуальная реальность, кибернетика. Мегаполисы — основное место действия, созданы чаще всего по образу городов Азии (например, Гонконга) . Источником зла выступают всесильные корпорации и корпоративная элита. Грань между человеком и машинами стирается, люди могут заменять свои части тела механизмами. Как и в дизельпанке, технологии в киберпанке — источник угрозы, но «угрожают» они не оружием массового поражения, а бесконтрольным прогрессом, способным лишить человечности будущие поколения или вовсе истребить человечество (восстание машин). На формирование жанра во многом повлияли произведения из Японии.

## Примеры в культуре

«Amazing Stories», август 1928 года. На обложке изображён символ будущего — реактивный ранец.

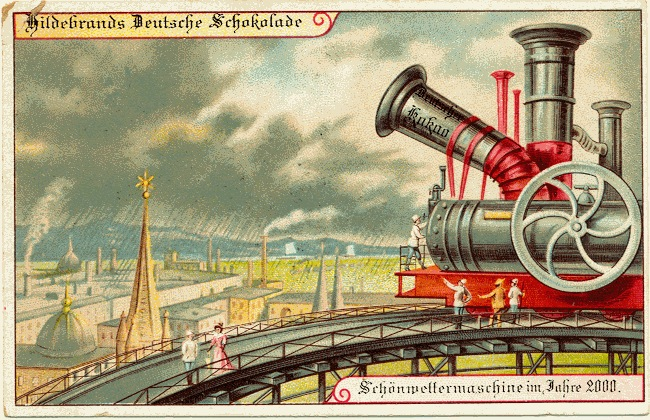
«Тучеразгонитель» на паровой тяге на карточке 1900 года из цикла «Германия в XXI веке»

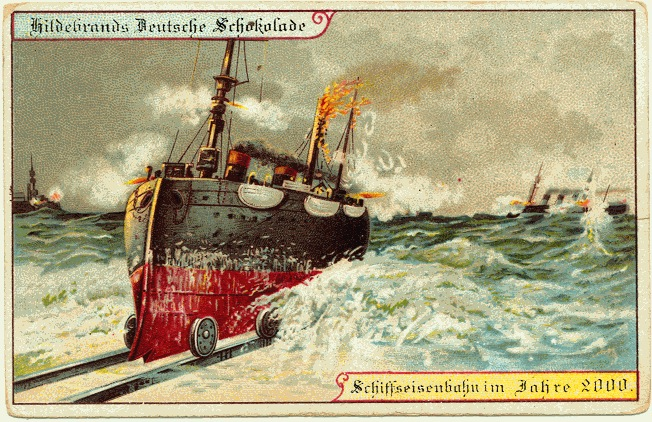
«Паровоз-пароход» на карточке 1900 года из цикла «Германия в XXI веке»

### Рисунки

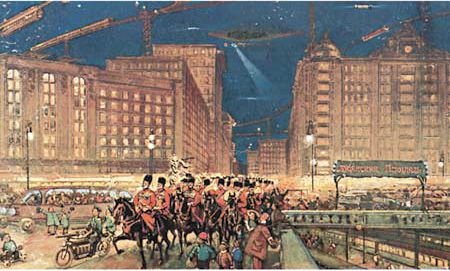
Лубянская площадь на карточке 1914 года «Москва в XXIII веке»

В 1910 году издательство Villemard выпустило серию открыток с собственными фантазиями мира 2000 года, где есть летающие пожарные и говорящие газеты. В полной мере отвечают понятию ретрофутуризма книги и иллюстрации художника Альбера Робиды, наиболее знаменитая — «Электрическая жизнь».
Незадолго до Первой мировой войны в 1914 году по заказу московской кондитерской фабрики «Эйнем» вышел цикл из восьми футуристических почтовых карточек «Москва в XXIII веке». На оборотной стороне карточки каждого вида находилась краткая аннотация к рисунку. Данные об авторе (либо авторах) рисунков и текста на самих карточках и в печатных источниках не сохранились. В 2010 году компания «Красный Октябрь», являющаяся правопреемником Эйнема, перевыпустила данную серию.

### Кинематограф
Первым примером кинематографа считается фильм Жоржа Мельеса «Путешествие на Луну» (1902). В стилистике 1950-х годов с влиянием баухауса выдержан фильм «Гаттака» (1997).
Также можно назвать фильмы «Подручный Хадсакера», «Тёмный город», «Бразилия», «Земля будущего», а также серия фильмов о Бэтмене режиссёра Тима Бёртона. Элементы ретрофутуризма (стилистика 70-х годов XX века) также хорошо прослеживаются в фантастическом фильме «Время» режиссёра Эндрю Никкола.

### Музыка
В среде любителей высококачественного аудио находят своё место в том числе и ламповые усилители различного качества и сложности; также переживает «второе рождение» культура грампластинок. Также частным случаем является жанр vaporwave.

### Видеоигры
Яркими примерами ретрофутуризма в современной культуре являются серии компьютерных игр Fallout, BioShock, Atomic Heart и Jazzpunk. В Fallout события разворачиваются в далёком будущем, через столетия после предполагаемой ядерной войны, практически полностью уничтожившей человеческую цивилизацию, но будущее выглядит так, как его представляли американцы середины XX века. Действие игры BioShock разворачивается в 1960 году в подводном городе под Атлантическим океаном, показывая сильно развитые технологии в декорациях середины XX века. Действие Atomic Heart происходит в альтернативном СССР, в котором страна вышла на массовое производство роботов, обслуживающих население страны. Главным героем игры является майор Сергей Нечаев, — агент советской разведки под псевдонимом П-3 — прибывший на предприятие по производству роботов под кодовым названием «3826».